# Houlin Zhao
Houlin Zhao (Jiangsu, China; 19 de junio de 1950) es un ingeniero de Tecnologías de la información y la comunicación, y es el actual secretario general de la Unión Internacional de Telecomunicaciones (UIT). Fue elegido en la Conferencia de Plenipotenciarios de la UIT de 2014.

## Primeros pasos profesionales
Entre 1986 y 1992, el Sr. Zhao fue funcionario del entonces Comité Consultivo Internacional Telegráfico y Telefónico (CCITT), y de 1993 a 1998, de la Oficina de Normalización de las Telecomunicaciones de la UIT (TSB).
Antes de ser contratado por la UIT, el Sr. Zhao fue ingeniero del Instituto de Diseño del Ministerio de Correos y Telecomunicaciones de China y participó activamente en reuniones de expertos de su país sobre normas de telecomunicaciones y planes nacionales, así como en reuniones de Comisiones de Estudio técnicas de la UIT en calidad de delegado de China. Publicó artículos fundamentales en varias prestigiosas publicaciones técnicas chinas, y en 1985 recibió un premio por sus logros en ciencias y tecnologías en el Ministerio de Correos y Telecomunicaciones.
El Sr. Zhao fue elegido Director de la Oficina de Normalización de las Telecomunicaciones de la UIT en Minneápolis (EE. UU.) en 1998 y reelegido para un segundo mandato en Marrakech (Marruecos) en 2002. Durante esos dos mandatos dirigió debates basados en el consenso entre la UIT, la Organización Internacional de Normalización (ISO) y la Comisión Electrotécnica Internacional (CEI) sobre la elaboración y publicación de "términos comunes" en "textos técnicamente armonizados" de normas de esas organizaciones, armonizando así planteamientos políticos con derechos de propiedad intelectual. Todo ello condujo a una política común de patentes UIT/ISO/CEI que sigue vigente actualmente.
Durante su mandato, también dirigió la introducción de nuevas medidas de eficacia para mejorar el entorno de la normalización en la UIT y fortalecer su promoción.
Mejoró la asociación estratégica entre Estados miembros y Miembros de Sector, al tiempo que iniciaba y mantenía buenas relaciones con miembros del sector privado. Bajo su dirección, la UIT mejoró su nivel de cooperación internacional con otras organizaciones de normalización, y desempeñó un papel fundamental en la reducción de la brecha de la normalización entre países desarrollados y en desarrollo.

## Vicesecretario General de la UIT
Houlin Zhao fue elegido en 2006 Vicesecretario General de la UIT en la Conferencia de Plenipotenciarios de Antalya (Turquía), y reelegido para un segundo mandato de cuatro años en la Conferencia de Plenipotenciarios de 2010 celebrada en Guadalajara (México).
Como Vicesecretario General, prestó asistencia al Secretario General, Dr. Hamadoun I. Touré,  en coordinación con los demás funcionarios de elección, en la fructífera dirección de las actividades y estrategias de la UIT, manteniendo también buenos contactos con los miembros, tanto las delegaciones nacionales como los miembros del sector privado.
Supervisó la coordinación intersectorial de proyectos y programas en ámbitos tales como la Cumbre Mundial sobre la Sociedad de la Información (CMSI), el cambio climático y las telecomunicaciones de emergencia, así como la accesibilidad para las personas con discapacidad. Supervisó también la reforma de la participación en la UIT, con la introducción de Instituciones Académicas, la adopción de "precios de mercado" y de "prioridades entre los miembros".
También dirigió la delegación de la UIT que participó en la Conferencia de Desarrollo Sostenible de Naciones Unidas (Río+20) que tuvo lugar en Brasil en junio de 2012. El documento de resultados titulado "El futuro que deseamos" resalta varias veces la importancia de las TIC para el desarrollo sostenible y subraya la necesidad de mejorar el acceso a las TIC, especialmente los servicios y redes de banda ancha, y reducir la brecha digital.

## Secretario General de la UIT
El Sr. Zhao fue elegido Secretario General de la UIT el 23 de octubre de 2014. Tras su elección, el Sr. Zhao declaró: "Me conmueve haber sido elegido de manera unánime y entusiasta como nuevo Secretario General de la UIT, y que se me haya concedido el honor de dirigir durante los próximos cuatro años los destinos de nuestra querida organización. Quiero agradecerles sinceramente la confianza que han depositado en mí."
En el discurso pronunciado ante la Conferencia después de la votación, el Sr. Zhao dijo a los casi 2.000 participantes de todo el mundo que haría todo lo posible por "cumplir con la misión de la UIT y, gracias a nuestra estrecha cooperación, velar por que la UIT preste servicios a toda la sociedad de la información y las telecomunicaciones con el máximo nivel de excelencia".
Según dijo en una entrevista previa a la elección concedida a Actualidades de la UIT, las principales prioridades del Sr. Zhao como Secretario General de la UIT serán los Miembros de la UIT, la eficacia de la UIT y la promoción de las TIC.
Su plataforma electoral para el cargo de Secretario General se basa en tres puntos clave: visión, acción y armonía.

## Vida personal
Houlin Zhao, nacido en 1950 en Jiangsu (China) se graduó por la Universidad de Correos y Telecomunicaciones de Nanjing, y es titular de un Máster en Ciencias Telemáticas por la Universidad de Essex (Reino Unido).
El Sr. Zhao está casado, tiene un hijo y dos nietos. Habla corrientemente tres de los idiomas oficiales de las Naciones Unidas, el inglés, francés y el chino.